# Cetatea Fetei

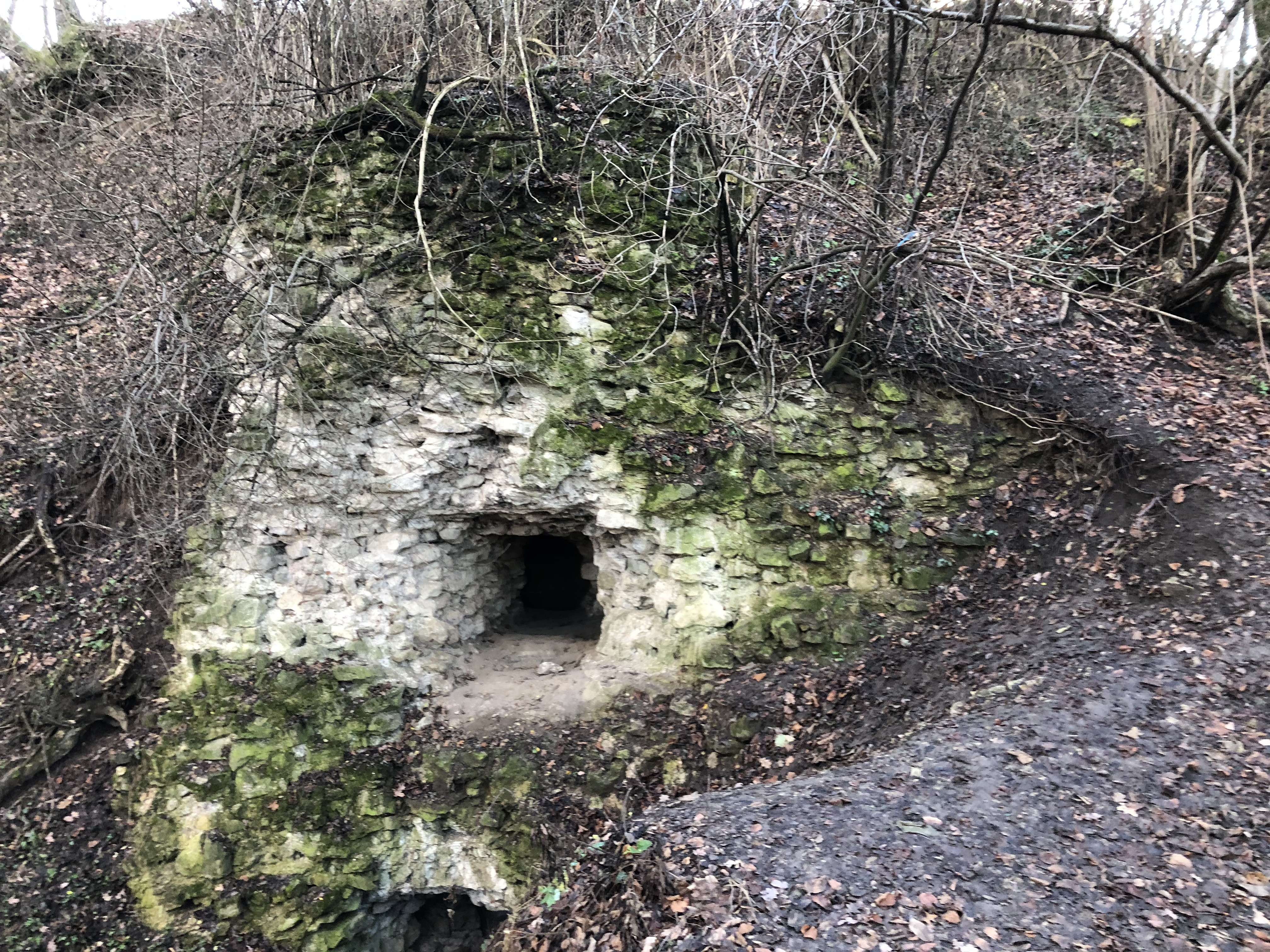
Portiune de turn - Cetatea fetei

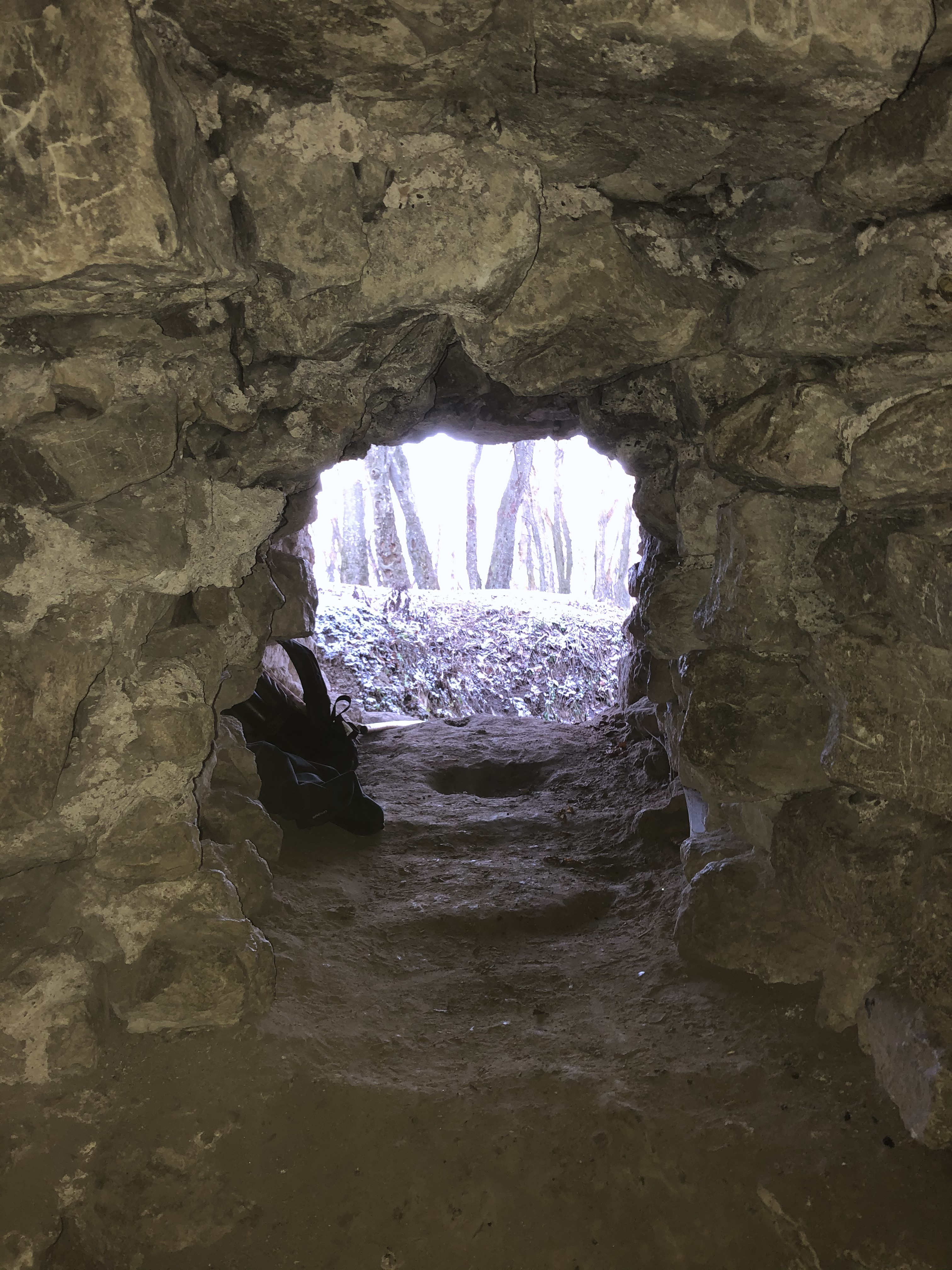
Vedere din interiorul zidului

Cetatea Fetei (Cetatea Florești) a fost o cetate construită în apropiere de localitatea Florești, pe ”Dealul Cetății, lângă municipiul Cluj-Napoca”.
Cetatea a fost construită înaintea anului 1241, drept punct de pază și observație în fața invaziilor tătarilor. Cetatea probabil a fost dărâmată în 1437, în perioada răscoalei țărănești de la Bobâlna.
Dupa înnăbușirea răscoalei episcopia catolică ridică o cetate nouă în Gilău în 1439, care preia practic funcția cetății Floreștiului.
Ruinele eliptice ale cetății se găsesc pe un varf împădurit situat la cca. 600 de metri înălțime. 60 de metri x 35 de metri, latura mai mare este nord-vest și sud-est. Este înconjurat de terasamente pe partea de vest și șanțuri pe celelalte părți.
Săpăturile arheologice de la începutul anilor 1990 au dezvăluit rămășițele unei fortificatii de lemn de 4,4 metri grosime și a unui zid de piatră, o asociație neobișnuită, care anterior nu era cunoscută în Transilvania medievală.
Ruinele zidului de piatră rămas au o lățime de 6 metri, o înălțime de 6,75 metri și au o deschidere de 1,9 metri x 1,3 metri care traversează zidul de piatră la o adâncime de 1,5 metri.
În clipa de față mai există doar o serie de ruine și o gaură de puț din care pornește un tunel subteran, blocat la câțiva metri de o poartă din fier.
Numele cetății provine dintr-o legendă locală: se spune că în timpul invaziilor tătare o fată din sat a fost prinsă de tătari și în ciuda torturilor nu a dezvăluit locul în care se ascunseseră oamenii din sat. În amintirea ei, cetatea ar fi fost denumită Cetatea Fetei.
În 2004 ANL a construit în zonă un cartier de locuințe, care a fost denumit Cartierul Cetatea Fetei.

## Vezi și

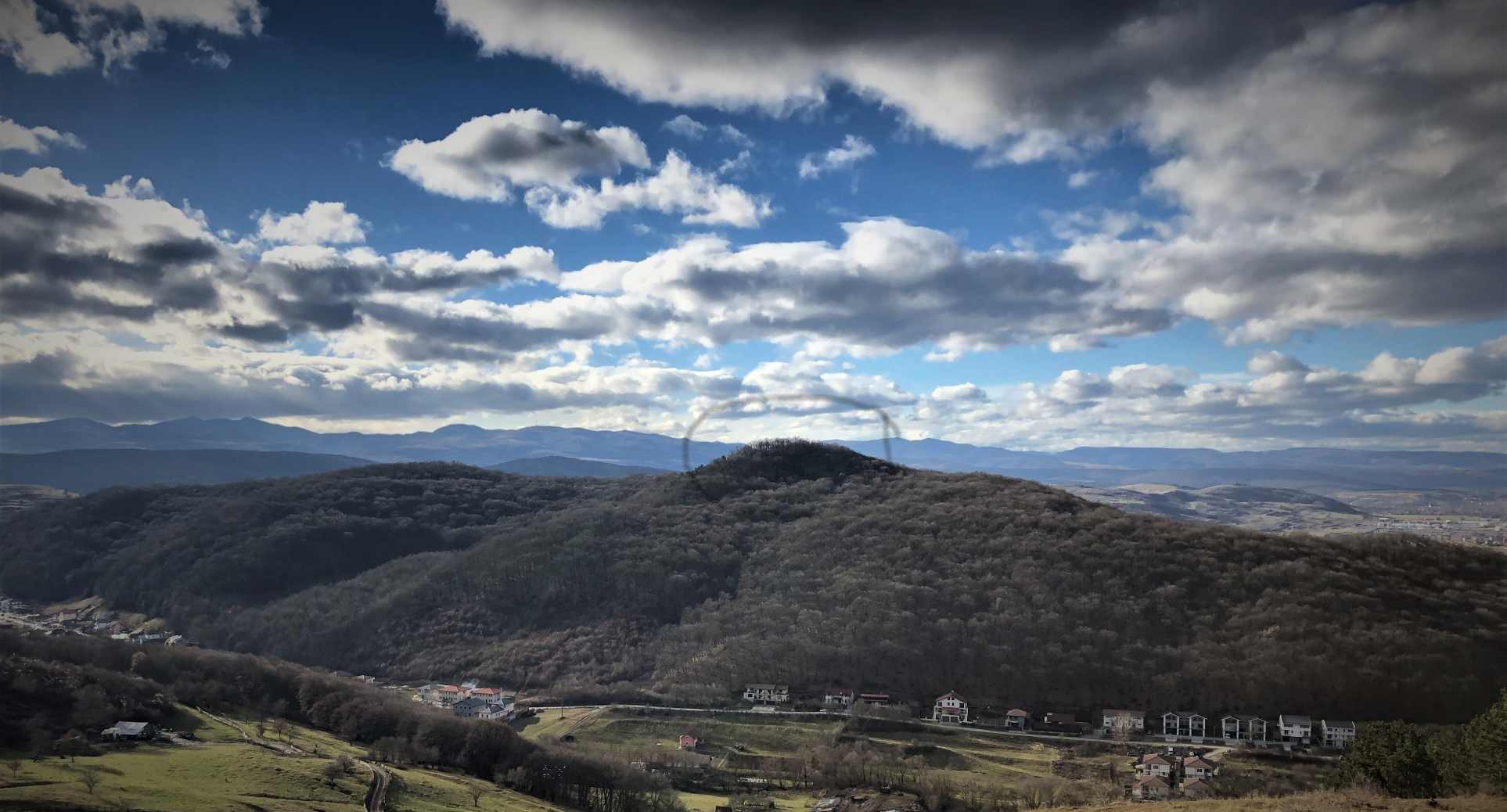
Pozitia

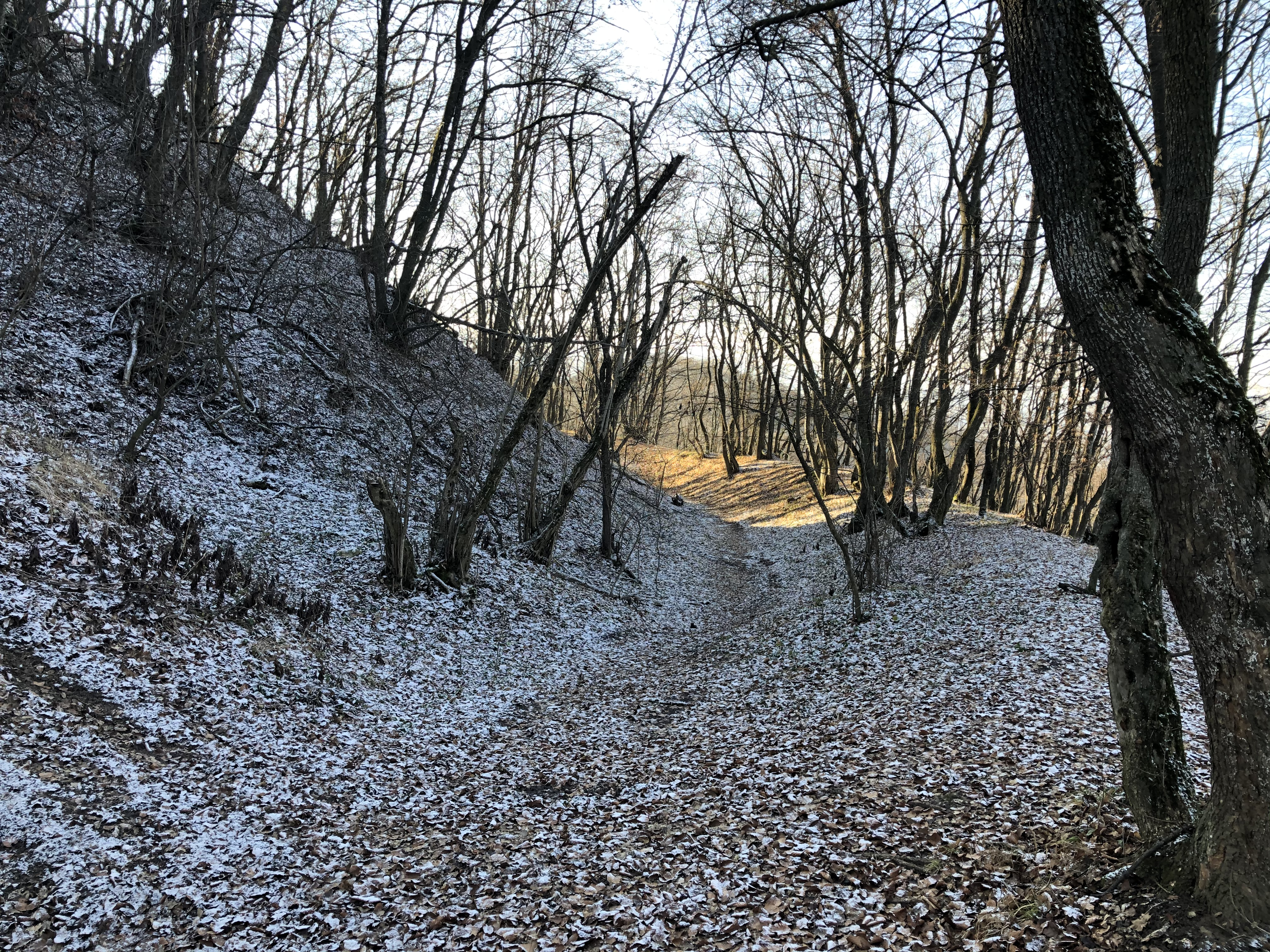
Șanț de aparare secundar

## Legături externe

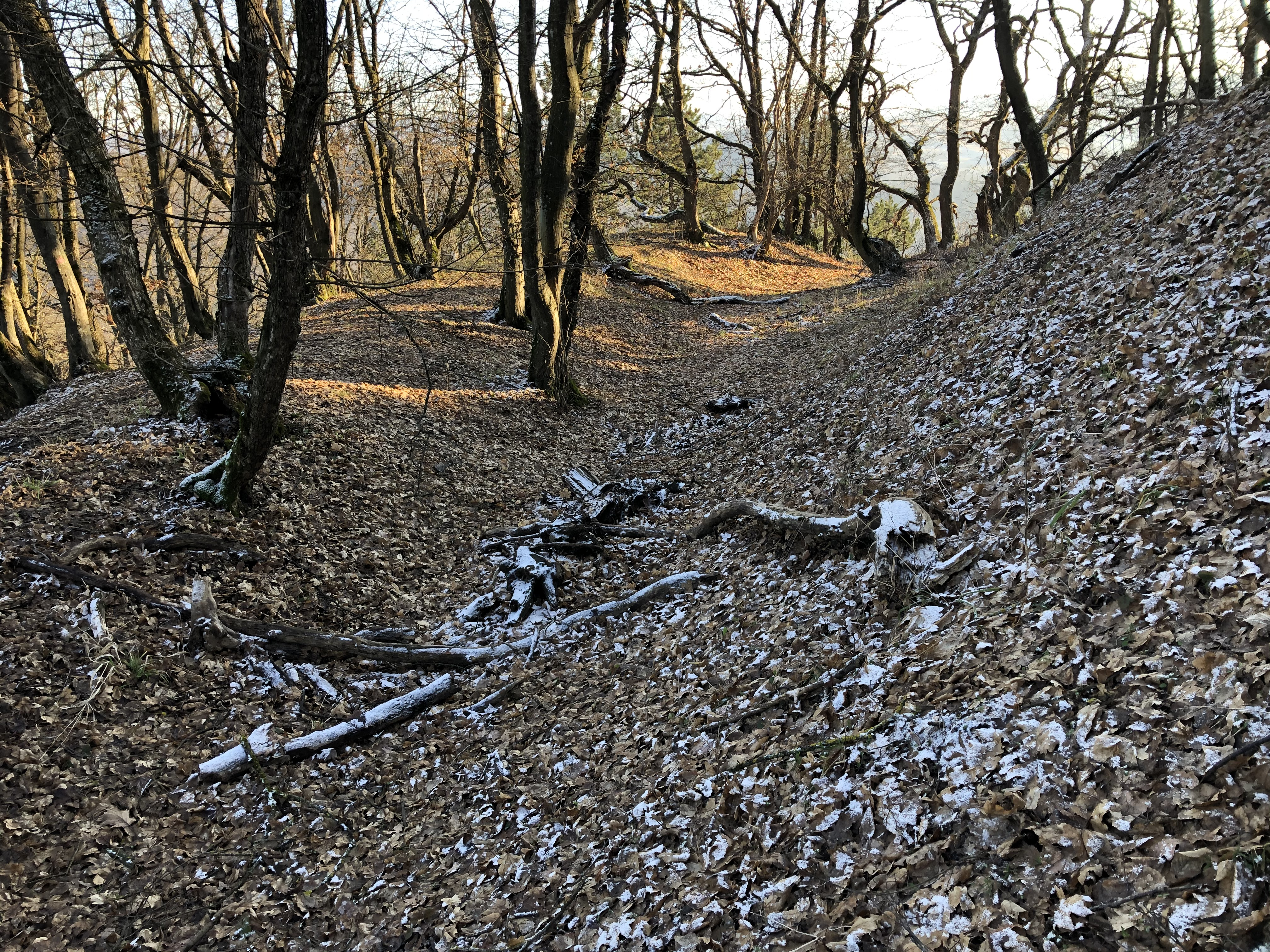
Primul sant de aparare